# 煌斑岩
煌斑岩为一种浅成岩，通常颜色较深，含有由暗色矿物组成的斑晶，在肉眼观察时，其标本闪闪发光，因此而得名。其组成成分多为长石和与斑晶相同的暗色矿物，尤其是云母。按其成分可分为：
- 云母煌斑岩，最为常见，黑色或灰黑色，风化后转为褐黄色，斑晶主要是黑云母；
- 闪辉煌斑岩，黑色、黑绿色或绿色，斑晶主要是角闪石和透辉石，有时有橄榄石和黑云母；
- 碱性煌斑岩，矿物成分复杂，硅质含量低，斑晶主要是碱性辉石或碱性角闪石；